# 오코테페케

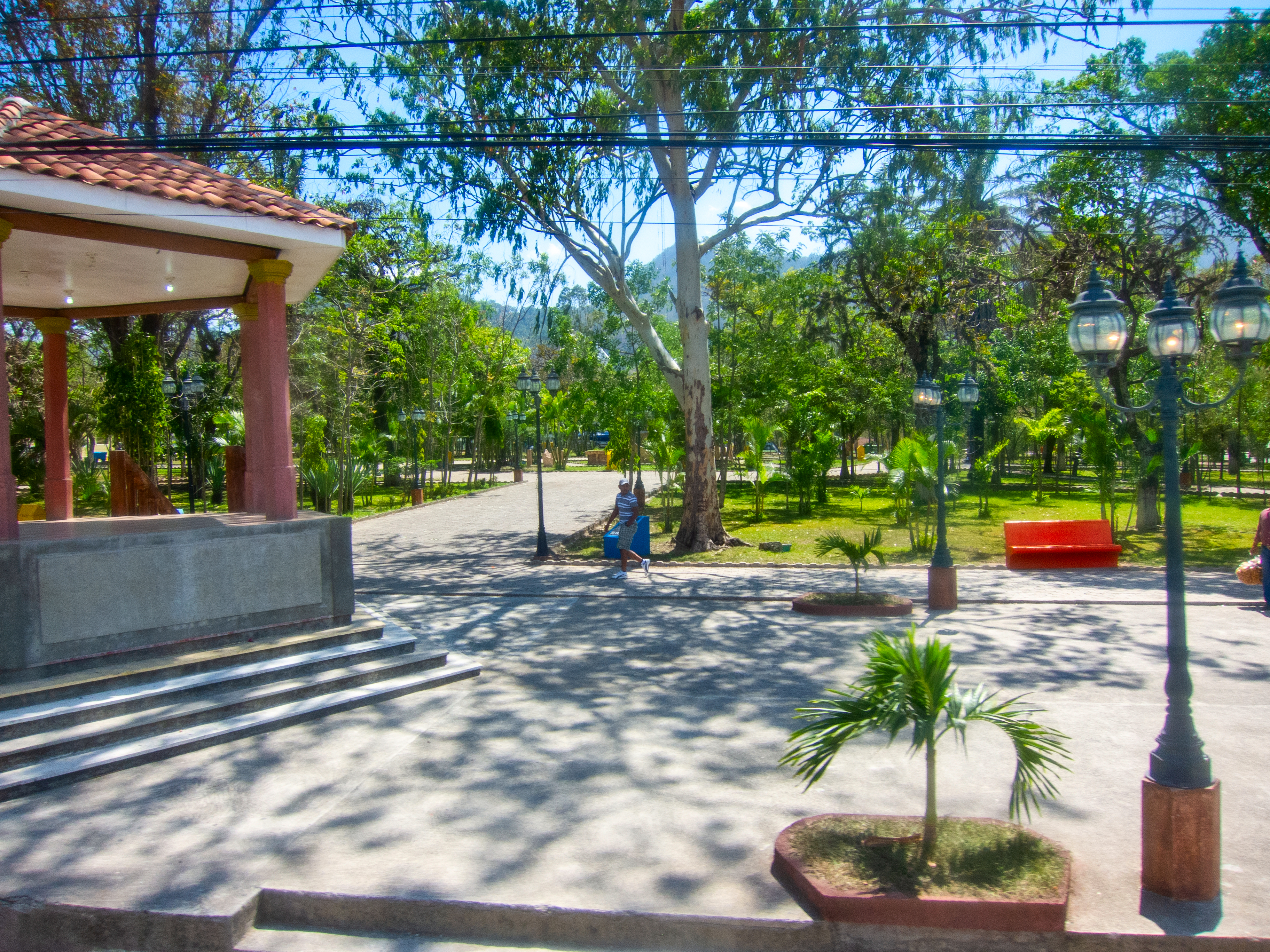

오코테페케(스페인어: Ocotepeque)는 온두라스의 도시로 오코테페케 주의 주도이며 면적은 172.85km2, 인구는 15,668명(2001년 기준)이다. 과테말라, 엘살바도르 국경이 만나는 지점에 위치한다.